# Carmen Kurtz
Carmen Kurtz (Barcelona, 18 de setembre de 1911 – 5 de febrer de 1999) va ser una escriptora catalana en llengua castellana.
El seu nom de naixement era Carmen de Rafael Marés, però va escriure amb el cognom del seu espòs Pedro Kurtz. Guanyadora de diversos premis literaris, va assolir la major fama en els anys 1960 amb la sèrie de llibres infantils on el personatge era un xiquet, Óscar, que tenia com a mascota una oca anomenada Kina. Va ser, a més, una escriptora compromesa amb la condició de la dona en la postguerra espanyola.

## Joventut
Era neta i besneta d'emigrants espanyols que van viure als Estats Units, Mèxic i Cuba. El seu pare, Jose-Manuel de Rafael Verhulst (+1946), havia nascut a l'Havana (Cuba), i la seva mare, Carmen Marés Gribbín (+1916) a Baltimore (Estats Units).
El 1962 comença la sèrie de contes per a nens protagonitzada per Òscar. Óscar cosmonauta conta la història d'un nen, que té per mascota una oca, Kina, i que decideix construir un coet. Malgrat que l'aventura acaba tenint un desenllaç del tipus 'tot ha estat un somni', el cert és que Óscar viatja a altres planetes on es troba amb civilitzacions socialment avançades, la qual cosa dona peu a introduir una sèrie de temes de gran actualitat i sorprenentment avançats per l'època.
Al llarg de la seva vida, Carmen Kurtz va seguirí fidel a Óscar i Kina, però va tenir d'altres inquietuds. Resulta notable la seva trilogia Sic Transit, que va publicar entre 1973 i 1975.
Carmen Kurtz va ser una escriptora reconeguda i premiada, especialment en els anys 1960. A partir de la segona meitat dels 1970 es va dedicar amb més intensitat a la literatura infantil amb l'ajuda de la seva filla Odile com a il·lustradora.
És enterrada al Cementiri de Montjuïc de Barcelona (Via Sant Josep, agrup. 2a, hipogeu egipci núm. 42).

## Anàlisi de la seva obra
La seva novel·lística s'insereix en els corrents de novel·la social i testimonial de meitat de segle; reflecteix una visió crítica de la burgesia, i sovint presenta uns personatges femenins en crisi quan descobreixen en el seu marit un desconegut, dones en rebel·lió contra una situació en què sembla no haver-hi més vincles que els de l'interès econòmic.

## Obres[5]
- Duermen bajo las aguas, 1955. Novel·la. Premi Ciutat de Barcelona[cal citació]
- La vieja ley. 1956
- El desconocido, 1956. Novel·la. Premi Planeta[cal citació]
- Detras de la piedra, 1958. Novel·la
- Al lado del hombre, 1961. Novel·la
- Tres Muchachos en la manigua, 1961. Novel·la
- Óscar cosmonauta, 1962
- En la oscuridad, 1963. Novel·la. Finalista Premi Café Gijón[cal citació]
- Color de fuego, 1964. Conte. Premi Lazarillo[cal citació]
- Cándidas palomas, 1975. Novel·la. Premi Ciudad de Barbastro[cal citació]
- Piedras y trompetas, 1980. Conte. Noguer.
- ¿Habéis visto un huevo?, 1992. Conte